# ステファノ・ラバリーニ
ステファノ・ラバリーニ（Stefano Lavarini, 1979年1月17日 - ）は、イタリアのバレーボール指導者。

## 来歴

### クラブチーム
オメーニャ出身。1995年、Omegna Pallavoloのアシスタントコーチとなり4年間、同チームに在籍した。1999年、当時セリエA2だったAGIL Volley Trecateのアシスタントコーチとなった。チームは2001/02シーズンにセリエA1昇格を果たすと、2002/03シーズンにチームはセリエA1リーグで準優勝を果たした。2003年、セリエCのCentro Volley Speziaのアシスタントコーチとなり1シーズン務めた。2004年、Chieri Volleyのアシスタントコーチに就任し、2004/05シーズンにはセリエA1リーグで5位、CEVカップ優勝となった。2007年、Club Italiaのアシスタントコーチとなり、3年間務めた。2010年、バレー・ベルガモのアシスタントコーチとなり、2010/11シーズンのセリエA1リーグで優勝を果たした。2012/13シーズンからは監督へ昇格し、5年間監督を務め、2015/16シーズンにはセリエA1リーグで4位、コッパ・イタリアで優勝を果たした。2017年5月、ブラジルのジェルダウ・ミナスの監督に就任することが発表され、2017/18シーズンのブラジル・スーパーリーガで3位、2018/19シーズンにはブラジル・スーパーリーガで優勝を果たし、2019年の南米クラブ選手権で金メダルへ導いた。2019年5月、Unet E-Work Busto Arsizioの監督に就任することが発表され、2019/20シーズンのコッパ・イタリアでは準優勝した。2020年7月、イゴール・ゴルゴンゾーラ・ノヴァーラの監督に就任し、2020/21シーズンはイタリアセリエA1リーグで準優勝、欧州チャンピオンズリーグで3位の成績をおさめた。2023年6月、トルコリーグのフェネルバフチェ・ユニバーサルの監督に就任し、2023/24シーズンのトルコリーグとトルコカップで2冠へ導いた。2024年6月、ヴェロ・バレー・ミラノの監督に就任することが発表され、2024/25シーズンはイタリアセリエA1リーグとコッパ・イタリアで準優勝した。

### 代表チーム
2019年3月、韓国代表の監督に就任することが発表され、同年9月のワールドカップでは日本、ブラジルを撃破するなどチームの躍進に導いた。2020年1月の東京五輪アジア大陸最終予選では3大会連続の五輪出場権獲得へ導いた。2021年開催の東京五輪本大会では予選ラウンドを通過し、準々決勝ではトルコに勝利しチームをベスト4へ導いた。2022年1月、ポーランド代表の監督に就任し、同年9-10月開催の世界選手権では7位となった。2023年5-7月のネーションズリーグではポーランドを銅メダルへ導いた。同年9月のパリ五輪予選では同組のイタリア、アメリカに勝利しポーランドを16年ぶりの五輪出場を果たした。2024年5-6月のネーションズリーグでは2大会連続の銅メダル獲得へ導き、同年8月のパリ五輪本大会ではチームを率いてベスト8となった。

## 指導歴

### クラブチーム
- Omegna Pallavolo（1995-1999年）アシスタントコーチ
- AGIL Volley Trecate（1999-2003年）アシスタントコーチ
- Centro Volley Spezia（2003-2004年）アシスタントコーチ
- Chieri Volley（2004-2007年）アシスタントコーチ
- Club Italia（2007-2010年）アシスタントコーチ
- ベルガモ（2010-2011年）アシスタントコーチ
- Volley Bergamo B（2011-2012年）アシスタントコーチ
- ベルガモ（2012-2017年）監督
- ジェルダウ・ミナス（2017-2019年）監督
- Unet E-Work Busto Arsizio（2019-2020年）監督
- イゴール・ゴルゴンゾーラ・ノヴァーラ（2020-2023年）監督
- フェネルバフチェ・ユニバーサル（2023-2024年）監督
- ヴェロ・バレー・ミラノ（2024年-）監督

### 代表チーム
- 韓国女子代表（2019-2021年）監督
- ポーランド女子代表（2022年-）監督